# RBC Pepinster
 (août 2025).
- Si vous ne connaissez pas le sujet, laissez ce bandeau (vous pouvez alors contacter les auteurs).
- Si vous supprimez le contenu mis en cause (vous pouvez préalablement contacter les auteurs),

argumentez précisément cette suppression dans la page de discussion
(un manque de référence n'est pas un argument ; une recherche réelle de référence doit avoir été effectuée, être formellement documentée).
 (signalé en août 2025).
Si vous disposez d'ouvrages ou d'articles de référence ou si vous connaissez des sites web de qualité traitant du thème abordé ici, merci de compléter l'article en donnant les références utiles à sa vérifiabilité et en les liant à la section « Notes et références ».
- Archive Wikiwix
- Bing
- Cairn
- DuckDuckGo
- E. Universalis
- Gallica
- Google
- G. Books
- G. News
- G. Scholar
- Persée
- Qwant
- (zh) Baidu
- (ru) Yandex
- (wd) trouver des œuvres sur Wikidata

Ne doit pas être confondu avec VOO Basket Pepinster (féminines).
Le VOO Basket Pepinster est un club de basket-ball belge basé à Pepinster en Province de Liège. L'équipe évolue en Top Division Men 2.

## Historique

Ancien logo

### Débuts
Fondé en 1938 et porteur du matricule 0046 à la Fédération royale belge de basket-ball, le RBC Verviers-Pepinster se présente comme l’aîné des clubs de l’élite nationale.
Ayant une vocation locale à l’origine, son ambition de gagner les séries nationales naît en 1963, à la suite des manifestations qui marquent le 25e anniversaire du cercle. La finale du tournoi international organisé pour commémorer l’événement reçoit les honneurs d’un reportage télévisé en direct commenté par Arsène Vaillant. C’est la première retransmission en direct d’un match de basket-ball en Belgique.
Sur base de jeunes talents très motivés, commence un travail de longue haleine visant à rendre l’équipe de plus en plus compétitive.
Parti de 2e division provinciale, le club gagne la 4e division nationale en 1970. Au fil des années, la progression se poursuit progressivement. En 1975, il monte en 3e division nationale. En 1978, il monte en 2e division nationale. 

### Années 1980
En 1985, le club monte en 1re division nationale.
En 1986, sans autres renforts que les deux joueurs américains de service, l’équipe décroche une dixième place et se maintient à la surprise de la plupart des connaisseurs.
Les saisons 1986-1987 sont entamées avec le souci d’éviter la relégation. Classée huitième au terme du deuxième exercice, l’équipe termine treizième la saison suivante, à égalité de points avec trois autres formations.
Pour la saison 1987-1988, l’avertissement de la saison précédente est pris au sérieux et l’équipe est renforcée. Bien soutenue à domicile par un nombreux public, l’objectif est une nouvelle fois atteint.

### Années 1990
En 1989-1990, l’équipe améliore ses performances en déplacement. Ainsi, au terme de la saison, l’équipe n’échoue qu’en demi-finale de la Coupe de Belgique devant le Racing de Malines. La quatrième place qualificative pour les playoffs lui échappe par la faute d’un average défavorable de trois petits points en faveur du Maccabi Brussels.
En 1990-1991, l’arrivée en tant que sponsor de la Société nationale des chemins de fer belges - via son produit Go Pass - ouvre de nouveaux horizons. La première aventure en Coupe d’Europe Korac se solde par une qualification pour le deuxième tour aux dépens de Fenerbahçe Istanbul (puis élimination des œuvres de Varèse, l’un des fortunés fleurons de basket italien, malgré une victoire de prestige en Italie). En championnat national, les résultats correspondent également aux objectifs : une quatrième place au terme de la phase classique assortie d’une participation aux playoffs (avec une victoire au Racing de Malines au premier tour et un match retour disputé au Country Hall du Sart Tilman à Liège devant plus de 3000 spectateurs) ainsi que l’assurance d’une deuxième campagne européenne.
En 1991-1992, emboîtant le pas à la SNCB, la Société générale de banque devient parrain principal. La saison constitue une nouvelle source de satisfaction : une sixième place en championnat (assortie donc d’un 2e ticket européen consécutif) et une place de demi-finaliste en Coupe de Belgique tout en favorisant l’éclosion de jeunes joueurs.
En 1992-1993, une cinquième place ex æquo en championnat, deux tours de Coupe d’Europe Korac et le grand honneur de disputer face au Racing de Malines la grande finale de la Coupe de Belgique disputée à Braine devant plus de 2500 spectateurs et les caméras de la RTBF, la BRTN et RTL. Cette place de finaliste de la Coupe de Belgique qualifie le Go Pass pour l’édition 93-94 de la Coupe d’Europe des Vainqueurs de Coupe du fait du doublé réalisé par les Malinois.
En 1993-1994, une quatrième place ex-æquo en championnat (mais un score-average négatif nous ferme la porte des playoffs) et une nouvelle qualification pour la Coupe d’Europe Korac. 
En 1994-1995, le club mise sur la jeunesse, et compose une équipe tournée vers l’avenir. Malgré ces changements, une place pour les playoffs est décrochée, ainsi qu’une qualification pour une 5e campagne Européenne.
En 1995-1996, pour sa première saison dans ses nouvelles installations, le rajeunissement de l’équipe se poursuit, et une place pour les playoffs est à nouveau décrochée, ainsi qu’une qualification pour une nouvelle campagne Européenne.
En 1996-1997, une saison à rebondissements, un début de championnat pénible mais une motivation qui propulse le Go Pass de la 12e à la 5e place pour décrocher une nouvelle qualification aux playoffs et à la Coupe Korac. 
En 1997-1998, une nouvelle place qualificative pour les playoffs et une coupe européenne en dépit de remous (changement d’entraîneur et de joueur en cours de saison) sans lesquels nous prétendions à une place dans le Top 4, place qui aurait pu être obtenue sans une malencontreuse blessure du leader de l’équipe, Louis Rowe, dans la première manche des playoffs.
En 1998-1999, une saison en dents de scie avec quelques victoires retentissantes à domicile mais quelques défaites évitables qui nous privent d’une place dans les playoffs. 
En 1999-2000, beaucoup d'espoirs étaient placés en cette nouvelle saison. Hélas, des résultats catastrophiques lors du 1er tour obligent la direction à se séparer de son entraîneur Michel Baiverlin et de le remplacer par Niksa. Bavcevic, entraîneur croate à la carte de visite impressionnante. On note une amélioration notable mais des blessures empêchent l'équipe d'accéder aux playoffs. En coulisses, on s'active très fort avec l'arrivée de nouvelles personnes au sein de la direction dont un nouveau président Victor Bosquin et un nouveau secrétaire général Claude Hotterbeex. La cellule marketing est étoffée avec l'arrivée de Pierre Mercier afin de donner de nouveaux moyens financiers au club.

### Années 2000
En 2000-2001, sous la houlette de Niksa Bavcevic, un centre de formation appelé Centre de Formation Pierre Raskin voit le jour. Un entraîneur professionnel est engagé pour s'occuper de 18 jeunes joueurs évoluant en cadets et juniors FIBA. Grâce à cela, les cadets remportent la Coupe de Belgique et les juniors remportent un prestigieux tournoi en Suisse en s'imposant en finale contre Zagreb. Quatre éléments prometteurs (Guy Muya, Axel Hervelle ainsi que les frères Massot) se voient proposer un contrat professionnel et intègrent le noyau de l'équipe. Au niveau sportif, la saison est une réussite. Malgré un mauvais départ, l'équipe se qualifie pour les playoffs et challenge le futur champion ostendais. Sans les nombreuses blessures, l'équipe aurait put prétendre à un meilleur classement.
En 2001-2002, le RBC Pepinster devient le « RBC Verviers-Pepinster ». Ce rapprochement est souhaité par Victor Bosquin qui peut alors compter sur Pierre Demolin au poste de Vice-Président. D'un point de vue sportif, Niksa Bavcevic s'est adjoint les services de son compatriote Ivica Skelin. Côté joueurs, pas mal de changements sont intervenus durant l'intersaison avec les départs de Marko Samanic, d'Yvan Vujic, d'Edi Vulic, d'Ado Kahrimanovic et de Damon Frierson ainsi que l'arrêt définitif de la carrière au plus haut niveau de notre capitaine Pierre Cornia. Ils sont remplacés numériquement par Dimitri Jorssen, Ondřej Starosta (CZ), Kris Sergeant, Vaidas Stiga (LIT) et Earl Brown (US). Adonis Jordan remplaçant Earl Brown, lui-même remplacé par Ed Norvell, la distribution américaine fut certainement la déception de cette saison. La division 1 étant composée de onze équipes à la suite des faillites des clubs d'Ypres, de Gand et d'Alost, la formule du championnat comportera une phase classique de 20 rencontres. En fonction du classement établi, deux poules distinctes seront alors formées avec les 6 premières équipes classées versées dans la poule A et les cinq dernières dans la poule B avec des rencontres par aller-retour entre les équipes de chaque poule. Les équipes de la poule A étant rejointes par les deux premières de la poule B pour les ¼ de finale des playoffs suivant une formule désormais classique. Que retenir de la première phase ? Après un départ calamiteux (une seule victoire lors des sept premières rencontres), Verviers-Pepinster relèvera la tête en enfilant plusieurs victoires significatives mais en échouant sur le fil à la 7e place et ce, à une seule victoire du 6e classé. Nous terminons à la première place de la poule B en ayant démontré sur les parquets que nous méritions de figurer dans la poule A tant notre supériorité fut manifeste. Finalement, nous avons engrangé sept victoires consécutives pour un seul revers concédé à Wevelgem lors de la joute initiale. Comme la saison dernière face à Ostende, nous allons pousser les Carolos dans leurs derniers retranchements jusqu'à la belle avec à la clé un superbe succès au Paire lors de la seconde manche (80-65). Hélas pour nous, l'expérience de Charleroi eût raison de la fougue et de la jeunesse pepine pour finalement s'imposer difficilement en 3 manches. Le RBC Verviers-Pepinster participa également à la NEBL, la Coupe d'Europe des pays baltiques chaudement recommandée par notre entraîneur. Le niveau de cette compétition permit aux nombreux supporters d'assister à d'excellentes rencontres comme celle qui nous opposa aux Lithuaniens de Rytas Vilnius, futurs vainqueurs de cette épreuve. À cette occasion, les Bleus ont sans doute disputé une des meilleures rencontres de leur histoire en poussant nos illustres hôtes dans leurs derniers retranchements.
En 2002-2003, le Go Pass Verviers-Pepinster voit arriver de 5 nouveaux joueurs : Archbold, Rahimic, Kosmalski, Galenkin et Milacic qui remplacent Kalut, Rasquin, Jorssen, Starosta, Maravic, Norvell et surtout Marcus Faison. Avant le début de saison, ces mêmes Rahimic et Kosmalski furent remplacés par Jure Ruzic et Darius Hall. 
Cette saison fut surtout marquée par la constance des résultats, et une présence aux rebonds rarement prise en défaut. La position du Rbc Verviers-Pepinster au classement général oscillera d’ailleurs entre la première et la quatrième place, avec de belles victoires sur Ostende, Liege, Mons et Bree entre autres. En cours de saison, Archbold et Galenkin furent remplacés par Brian Chritiaensen et Hanno Schoenmaker (2,21 m).
Un des points d’orgue de cette saison fut sans conteste le match retour du 1/8 de finale de la Coupe de Belgique où Verviers-Pepinster résorba 18 points de retard contre Mons. Mais il y aura également la victoire sur Liège dans la poule A (d’une formule éphémère de championnat) qui nous permirent d’accéder aux demi-finales des PO. Cette demi-finale des PO se jouera contre Mons. Verviers-Pepinster l’emporta 74-76 puis confirmera lors du match retour 85-73.
L’on entendait beaucoup dire, vers la mi-saison, qu'être en finale contre Charleroi équivaudrait à être champion de Belgique, tant Charleroi semblait au-dessus de la mêlée. Verviers-Pepinster jouera la finale des play-off et affronte l’ogre Carolo. Les joueurs perdent sur le score de 3 à zéro. Cette saison aura permis au RBC Verviers-Pepinster de gagner son ticket en ULEB Cup.

## Palmarès
- 9 participations aux playoffs;
- 1 finale de playoffs;
- 10 participations à des Coupes Européennes;
- 1 finale de Coupe de Belgique.

## Entraîneurs successifs
- 1986-1987 :  Johnny Neumann
- 1989-1991 :  Giovanni Bozzi
- 1999-2004 :  Nikša Bavčević
- 2004-2006 :  Eddy Casteels
- 2006-novembre 2006 :  Luc Smout
- Novembre 2006-2008 :  Ivica Skelin
- 2008-2010 :  Jurgen Van Meerbeeck
- 2010-décembre 2010 :  Ivica Skelin
- Décembre 2010-2012 :  Aaron McCarthy
- 2012-2013 :  Nenad Trajkovic
- 2013-2014 :  Julien Marnegrave
- 2014-2016 :  Thibaut Petit
- 2016-novembre 2016 :  Jérôme Jacquemin
- Novembre 2016-2017 :  Aleksandar Zečević
- ?-janvier 2020 :  Pascal Mossay

## Effectif actuel
| No | Nom               | Taille | Naissance  | Nationalité |
| -- | ----------------- | ------ | ---------- | ----------- |
| 6  | Riley Luettgerod  | 196 cm | 04/08/1985 | États-Unis  |
| 8  | Louis Hazard      | 197 cm | 20/04/1989 | Belgique    |
| 9  | Ben Magden        | 200 cm | 07/06/1985 | Australie   |
| 6  | Justin Stommes    | 200 cm | 23/11/1988 | États-Unis  |
| 11 | Stéphane Moris    | 207 cm | 29/03/1986 | Belgique    |
| 13 | Whit Holcomb-Faye | 200 cm | 19/09/1984 | États-Unis  |
| 14 | Leigh Enobakharee | 206 cm | 06/02/1986 | Belgique    |
| 21 | Amaury Jadin      | 193 cm | 10/08/1986 | Belgique    |
| 22 | Jimmy Stas        | 186 cm | 02/04/1993 | Belgique    |
| 25 | Darrel Williams   | 203 cm | 15/09/1989 | États-Unis  |

## Joueurs célèbres ou marquants
- Axel Hervelle
- Saer Sene
- Nedžad Sinanović
- Damon Patterson
- Marcus Faison
- Darius Hall
- Sacha Massot